# Károly Senyei
Károly Senyei (connu aussi comme Károly Schmidt ou Karl Schmidt ; né le 15 janvier 1854 à Pest, royaume de Hongrie, et est mort le 7 février 1919 à Budapest, Hongrie) est un sculpteur hongrois.

## Vie
Károly Senyei était fils d'un professeur. Il a étudié à Budapest, à Vienne, et à partir de 1883, à l'Académie des Beaux-Arts de Munich. En 1886, il est rentré à Budapest.
Senyei, a en particulier travaillé avec des architectes célèbres tels que Alajos Hauszmann et Albert Schickedanz. Ses œuvres les plus connues sont en particulier l'attelage des Triga (1896), située sur le Musée ethnographique de Budapest, et les statues des Rois Étienne Ier (Szent István, 1911) et André II (II Endres, 1912) réalisées pour le monument du millénaire, à Budapest.
Pour la Basilique Saint-Étienne , il a fabriqué une statue en marbre de Sainte Elisabeth de Hongrie (Années 1890, pour la salle Habsbourg de l'aile nord du Palais de Budavár il fit quatre bustes en marbre de Carrare de King Charles III, Marie-Thérèse d'Autriche, François-Joseph Ier et Elisabeth d'Autriche-Hongrie. Devant le Musée Historique de Budapest se trouve l'ensemble Háború és Béke (Guerre et Paix). Dans le Château de Buda, il a conçu une statue du sarcophage de l'arrière-petite-fille Gizella (1897-1901) de l'Archiduc Joseph d'Autriche.
Il a participé à une fontaine de la place Vigadó (deux enfants à la pèche, 1896) et au Château de Buda (Halaszo fiu fountain, trois enfants avec un poisson, 1912).
Senyei a terminé une statue de Johann Pálffy que Ferenc Szárnovszky n'a pu achever à cause d'une maladie nerveuse. L'œuvre a été exposée en 1905 à Budapest. 
Károly Senyei est considéré comme plus important représentant hongrois du style historicisme avec aussi des Influences de style néo-baroque et du naturalisme. Certaines de ses œuvres sont exposées à la galerie nationale Hongroise, au Musée Historique de Budapest et au  Kiscelli Musée de Budapest.

## Illustrations

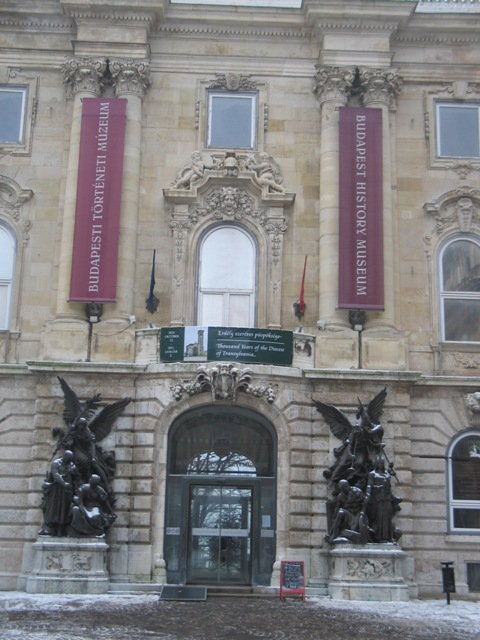
Guerre et paix Palais de Budavár
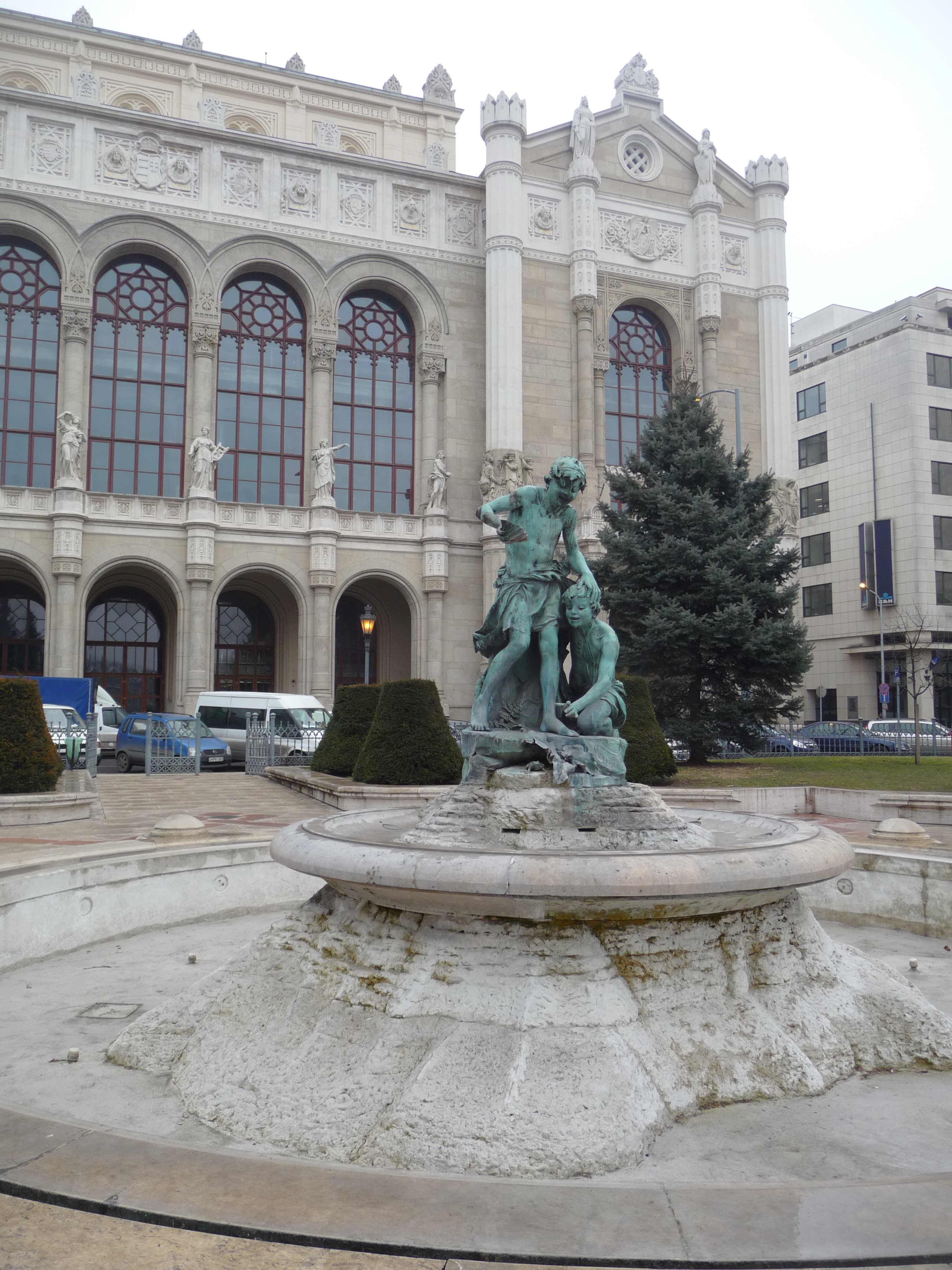
Place vigado Budapest
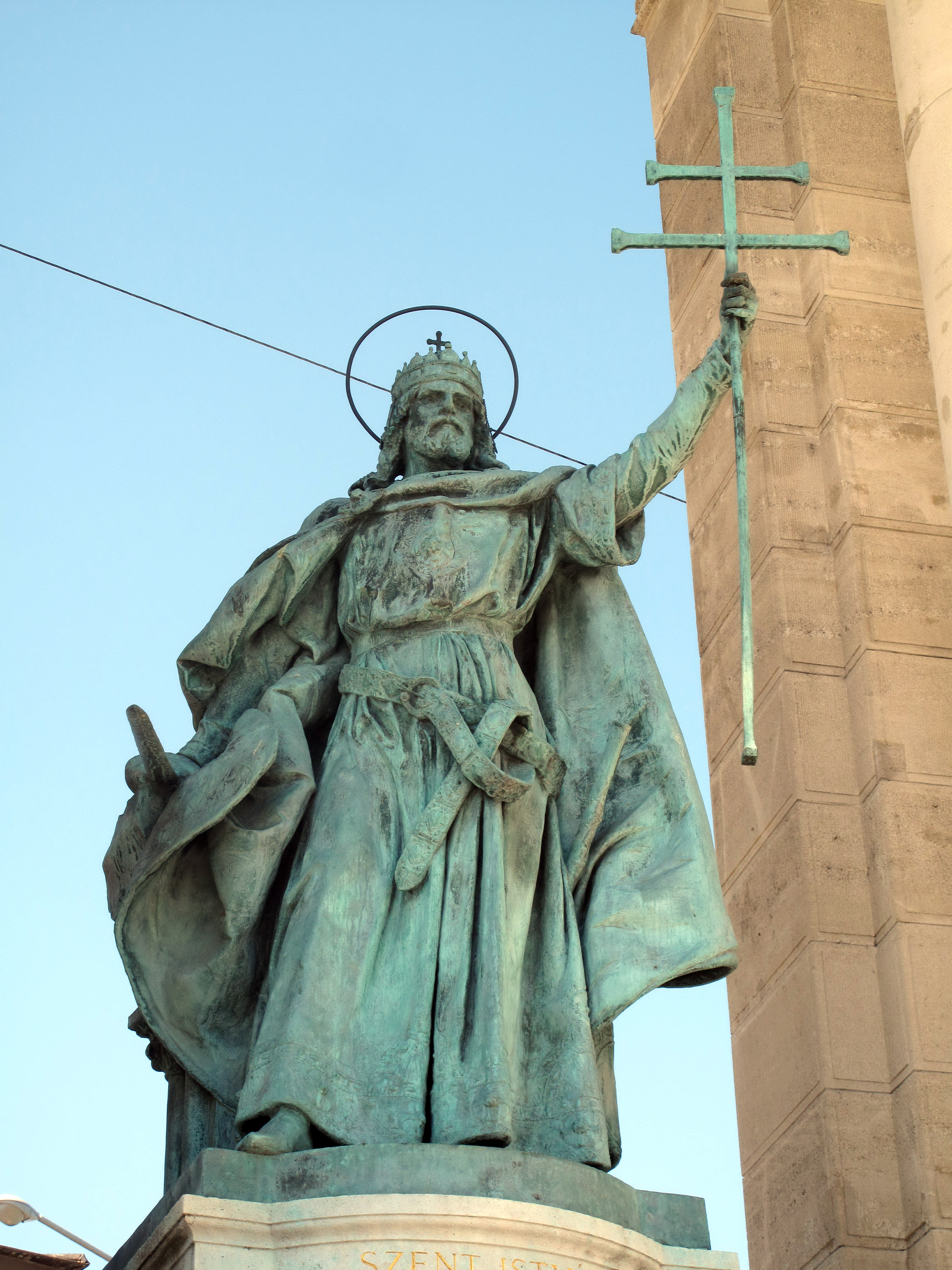
(Saint) Istvan I, monument du millénaire
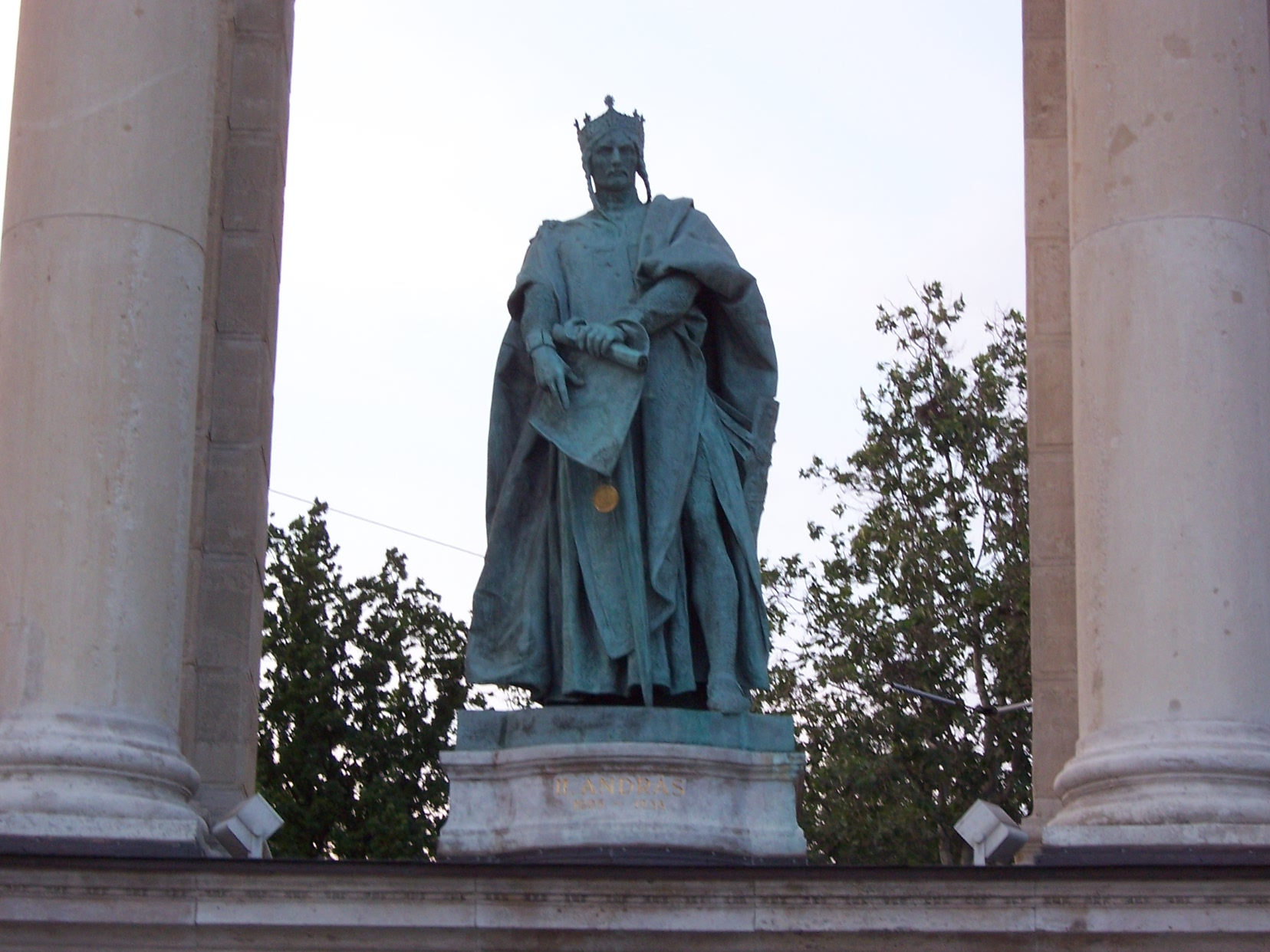
II. András, monument du millénaire
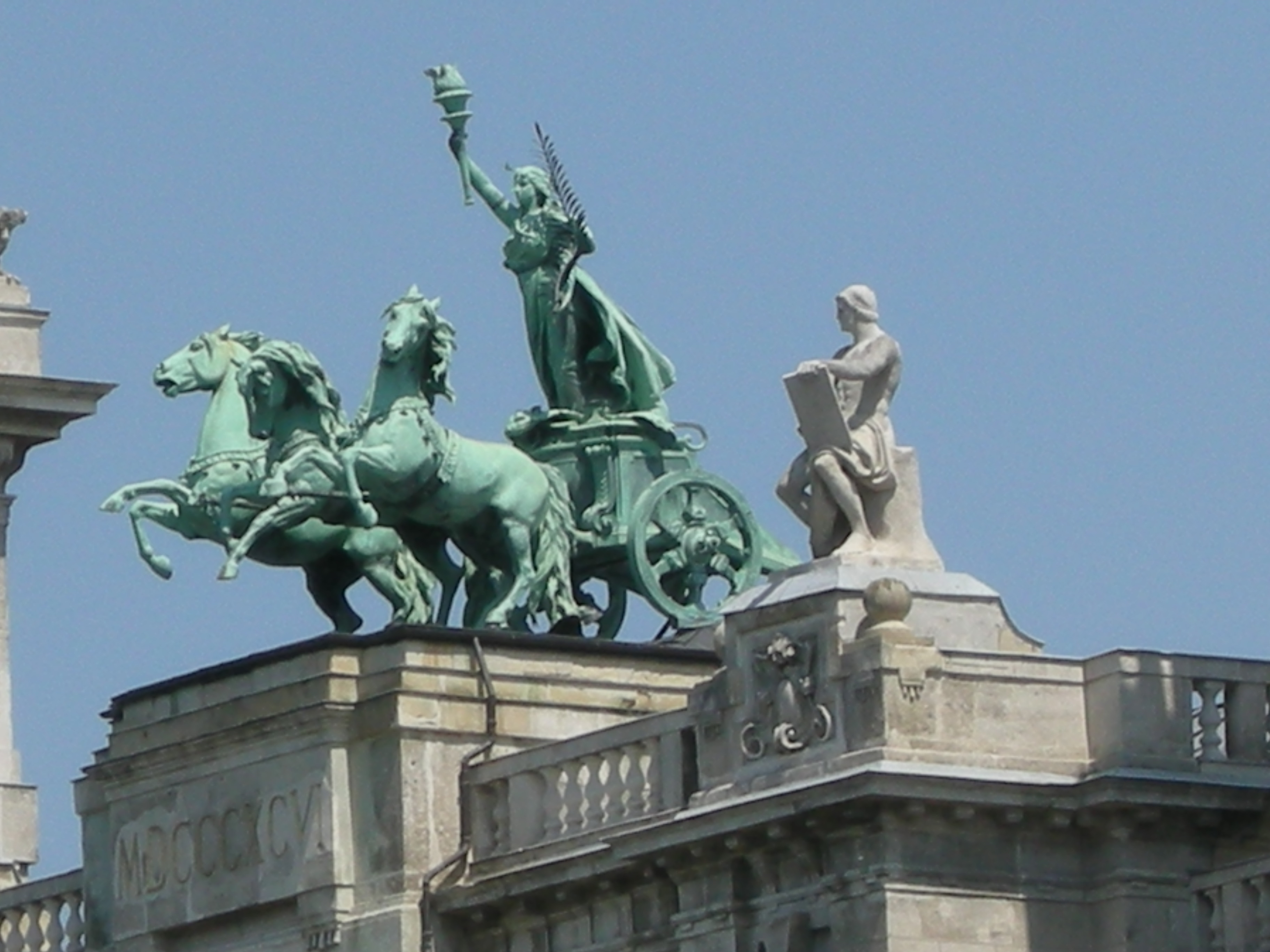
Triga, Musée ethnographique (Budapest)
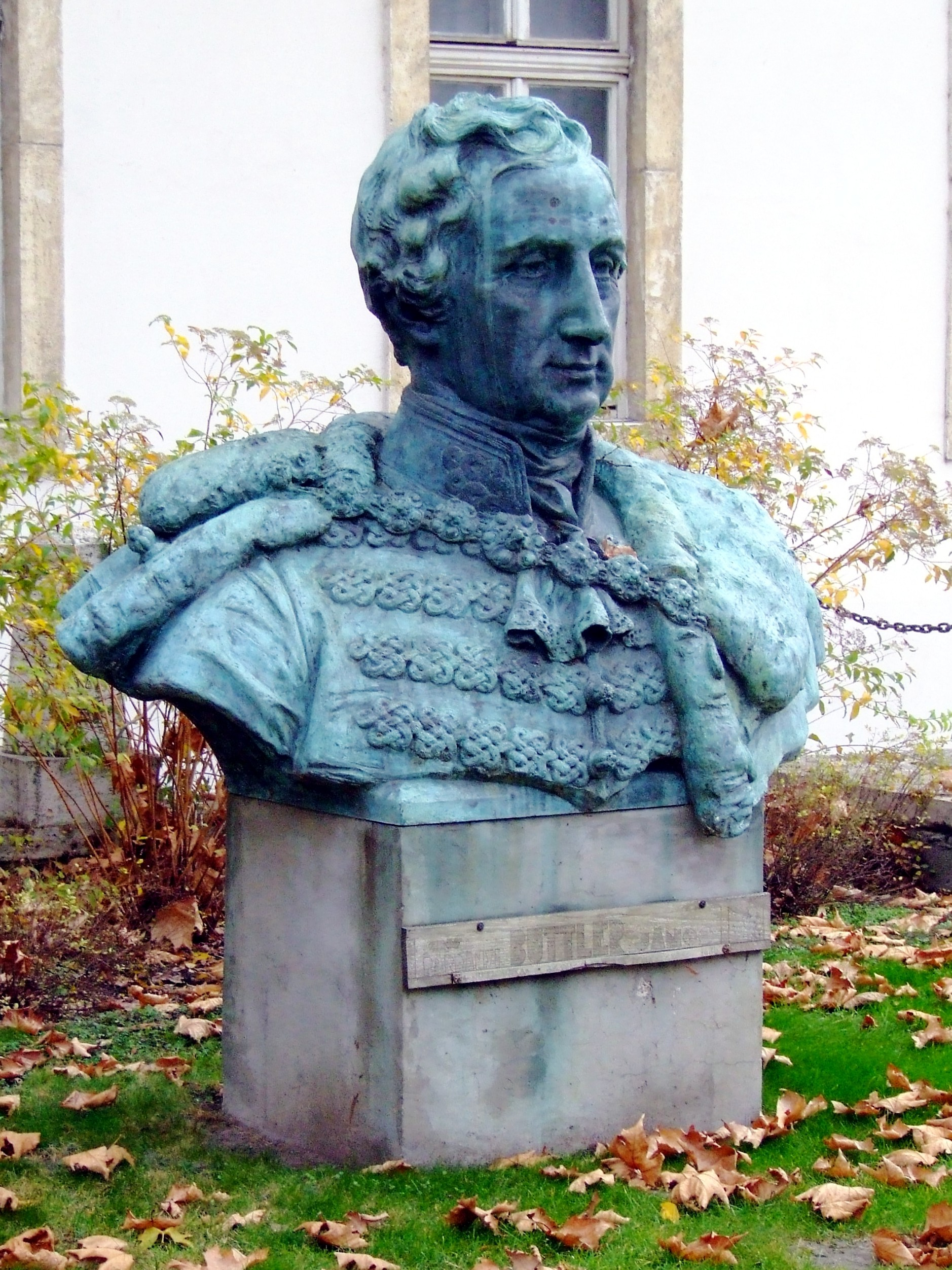
Buttler János, Hadtörténeti Múzeum

## Liens
- Notices d'autorité :   - VIAF
  - GND
- (de) Enikő Buzási, « Senyei (Schmidt) Károly » dans la biographie autrichienne (lire en ligne sur les biographies.ac.at)
- (en) Senyei, Károly sur le site de la Galerie Koller